# 28126 Nydegger
28126 Nydegger è un asteroide della fascia principale. Scoperto nel 1998, presenta un'orbita caratterizzata da un semiasse maggiore pari a 2,2365538 UA e da un'eccentricità di 0,1121786, inclinata di 4,08013° rispetto all'eclittica.